# Circuito Brasileiro de Voleibol de Praia Sub-19
Campeonato Brasileiro de Voleibol de Praia Sub-19 é o principal torneio de Vôlei de praia nacional na categoria Sub-19, também denominado como Circuito Brasileiro Banco do Brasil Sub-19 ou CBBVP SUB 19 , disputada anualmente e organizada pela Confederação Brasileira de Voleibol (CBV) e supervisionada pela Unidade de Competições Praia (UCP).

## História
A primeira edição ocorreu em ambos os gêneros na temporada de 2003 e foi vencida no masculino pela dupla Pedro Solberg e Ian Borges, já na variante feminina , que na época tinha nomenclatura de Sub-18 a dupla vencedora foi  Bia Sodre da Rocha e Bárbara Seixas
O formato da competição, como previsto no Regulamento da temporada 2017, dá-se da seguinte maneira:
- A competição com as vinte e sete Federações inscritas, tem a primeira etapa: do primeiro ao terceiro dia ocorres o Torneio Principal, sendo que no primeiro é  fase classificatória, no segundo é destinado os jogos de oitavas de final, quartas de final e semifinais e no último dia as disputas do bronze e finais.
- A competição dita “aberta” celebrada a partir da segunda etapa: o primeiro dia é destinado ao Torneio Classificatório (Torneio Qualifying), já no segundo dia ocorrem as partidas do Torneio Principal correspondente a fase de grupos e/ou quartas de final e o último dia tem-se as semifinais, finais e disputas do bronze.

Não houve a edição do ano de 2004 e na edição de 2009, no naipe feminino, foram declaradas duas duplas campeãs.A partir de 2013 a competição foi realizada no formato de Seleções Estaduais, no ano seguinte passou a premiar a Federação campeã.Na temporada de 2017 está previsto um total de 27 duplas em ambos os naipes com mais uma dupla em cada gênero representando a Federação da sede da etapa.
O sistema de pontuação é definido da seguinte forma:
- 1º lugar (200 pontos), apenas uma Federação;
- 2º lugar (180 pontos), apenas uma Federação;
- 3º lugar (160 pontos), apenas uma Federação;
- 4º lugar (140 pontos), apenas uma Federação;
- 5º ao 8º lugares  (120 pontos) até quatro Federações;
- 9º ao 13º lugares  (100 pontos) até oito Federações;
- 17º ao 24º lugares  (80 pontos) até quatro Federações;
- 25º ao 40º lugares  (60 pontos) até quatro Federações.